# Lhbt-boekhandel

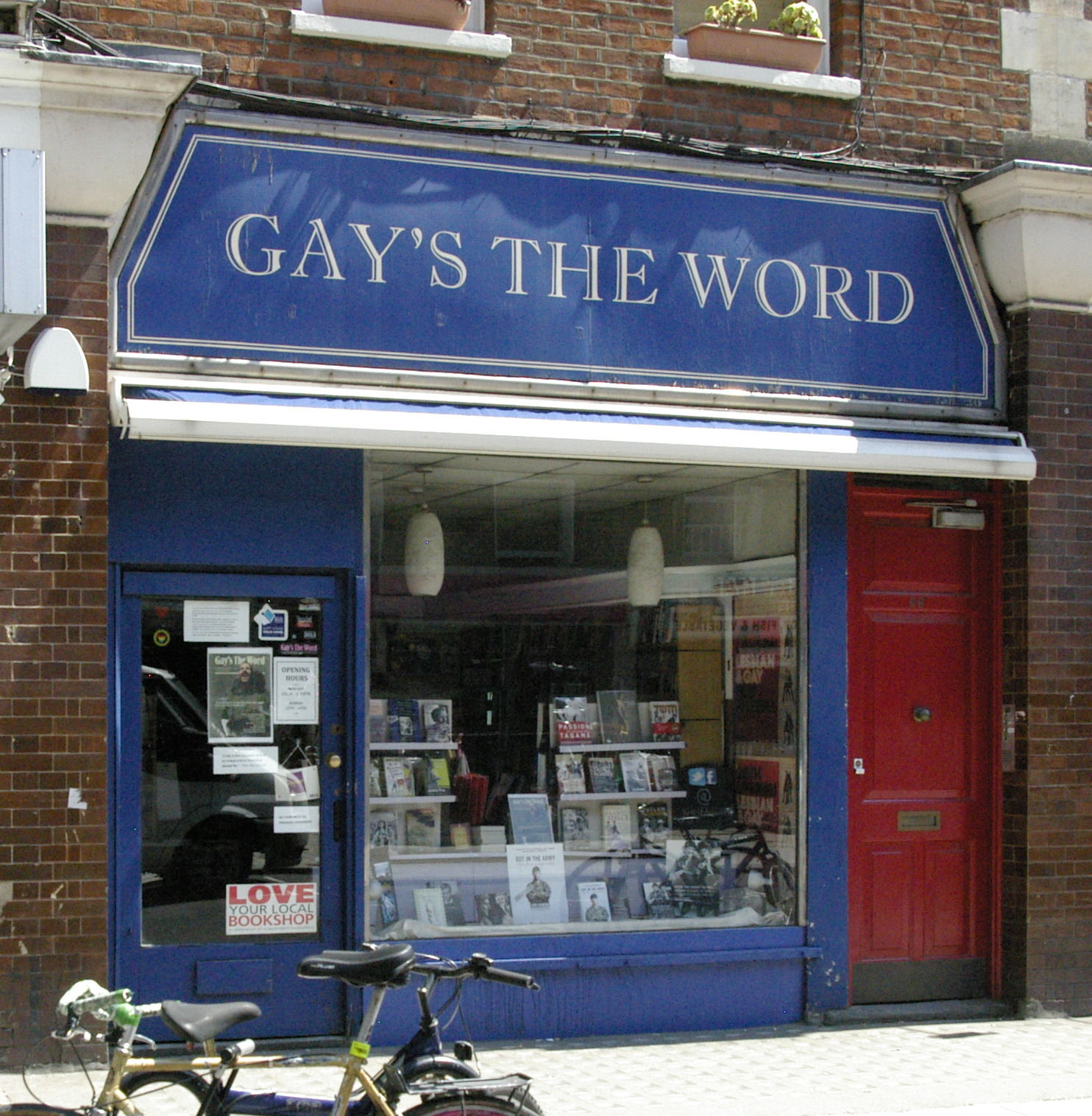
Homoboekhandel Gay's the Word in Londen

Een lhbt-boekhandel, of ook wel een homo/lesbische boekhandel, is gespecialiseerd in boeken en aanverwante artikelen over homoseksualiteit, biseksualiteit, lesbische vrouwen en transgenders (lgbt). Dergelijke boekwinkels speelden een belangrijke rol bij de homo-emancipatie, maar verdwijnen snel sinds de opkomst van grote webwinkels. Nog bestaande lhbt-boekhandels beschikken vaak zelf ook over een eigen webshop.

## Internationaal
Lhbt-boekwinkels hebben een belangrijke rol gespeeld in het cultiveren van lhbt-gedachtegoed en het bieden van informatie aan (jonge) homoseksuele mannen en vrouwen. In vele zogeheten gayborhoods fungeerden deze winkels bovendien als centrum voor het sociale leven. Met name door de opkomst van onlineboekverkoop zijn vele lhbt-boekhandels wereldwijd in financiële moeilijkheden gekomen of hebben hun deuren moeten sluiten. In de Verenigde Staten waren er in 2014 nog geen tien lhbt-boekwinkels over en de opening van een nieuwe vestiging in de New Yorkse wijk Greenwich Village was dan ook een opmerkelijke uitzondering.

### Noord-Amerika

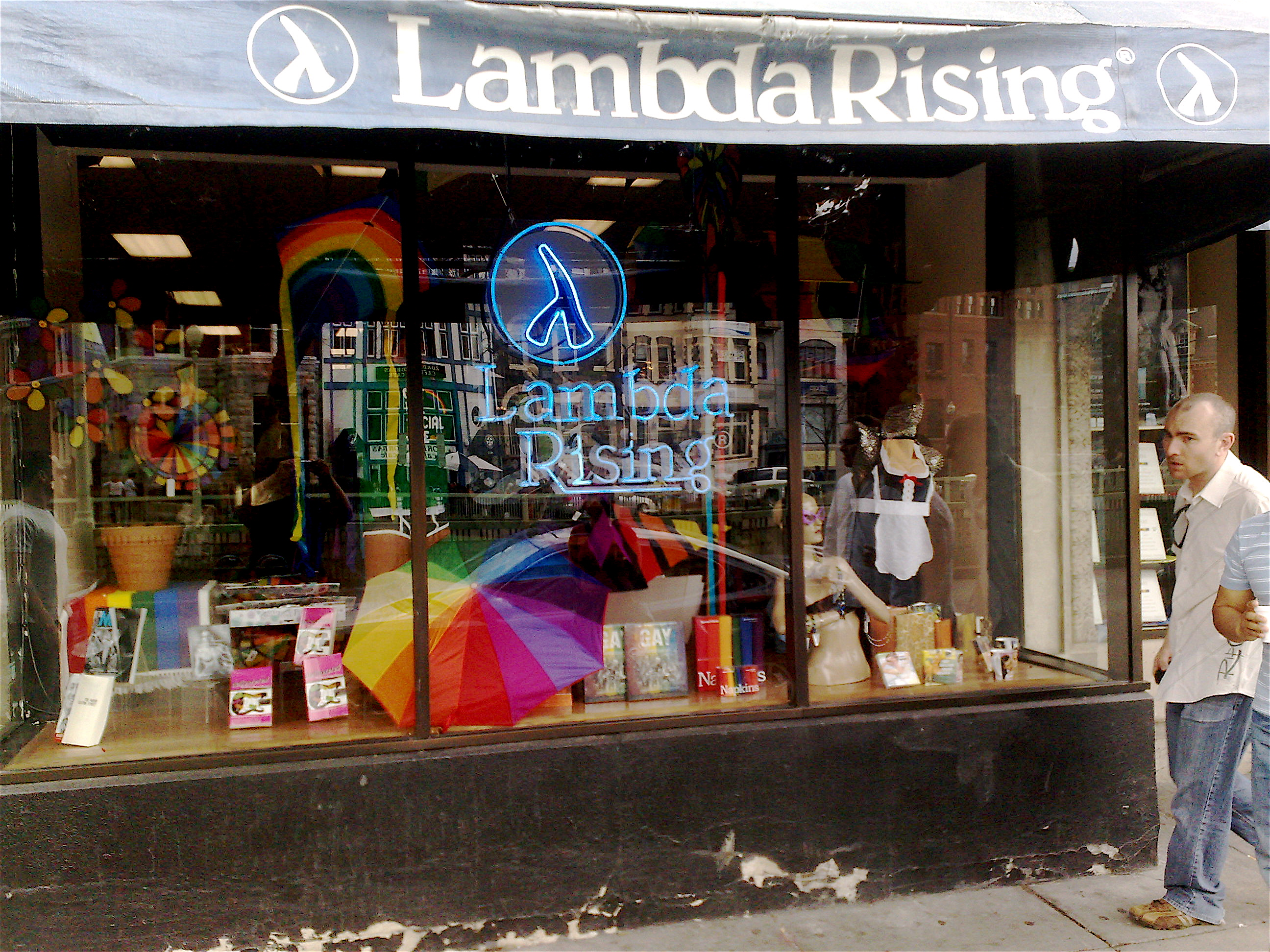
Lambda Rising in Washington DC vlak voor de sluiting

In juli 2016 was de oudste nog bestaande lhbt-boekwinkel ter wereld de Glad Day Bookshop in Toronto. Deze zaak werd geopend in 1970 en hoewel de ruimte zeer beperkt was, kon de winkel door loyale steun vanuit de homogemeenschap overleven. In 2016 verhuisde de zaak naar een groter pand om tevens als café te kunnen gaan fungeren.
Een andere bekende lhbt-boekwinkel was Lambda Rising in Washington D.C.. Deze zaak werd geopend in 1974 en werd als de aanvankelijk enige op homo's gerichte winkel in de buurt de spil van de lokale homogemeenschap. Homoseksuele mannen en vrouwen kwamen er uit de kast en voor allerhande inkopen en in 1975 sponsorde de winkel de eerste Gay Pride Day in de stad. In december 2009 werd Lambda Rising gesloten.
De waarschijnlijk oudste homoboekwinkel was de Oscar Wilde Bookshop in Greenwich Village in New York. De zaak werd in 1967 door Craig Rodwell geopend en naast dat er gewaardeerde homo- en lesbische boeken te krijgen waren, werd het ook een ontmoetingsplaats voor de homogemeenschap. Zo was Rodwell actief in de homobeweging en hielp in 1970 mee bij de organisatie van de eerste Gay Pride Parade. Na 41 jaar moest de Oscar Wilde Bookshop op 29 maart 2009 sluiten.

### Groot-Brittannië
De enig overgebleven specifiek homo/lesbische boekhandel in het Verenigd Koninkrijk is Gay's the Word in Bloomsbury in Londen. De zaak werd in 1979 geopend als de eerste homoboekhandel in het land en ontleende zijn naam aan een musical van Siegfried Sassoon. Gay's the Word werd al snel een ontmoetingsplaats en informatiepunt voor homoseksuele mannen en vrouwen, voor wie er een zithoek was met koffie en gebak en een piano voor muzikale optredens.

### Duitsland

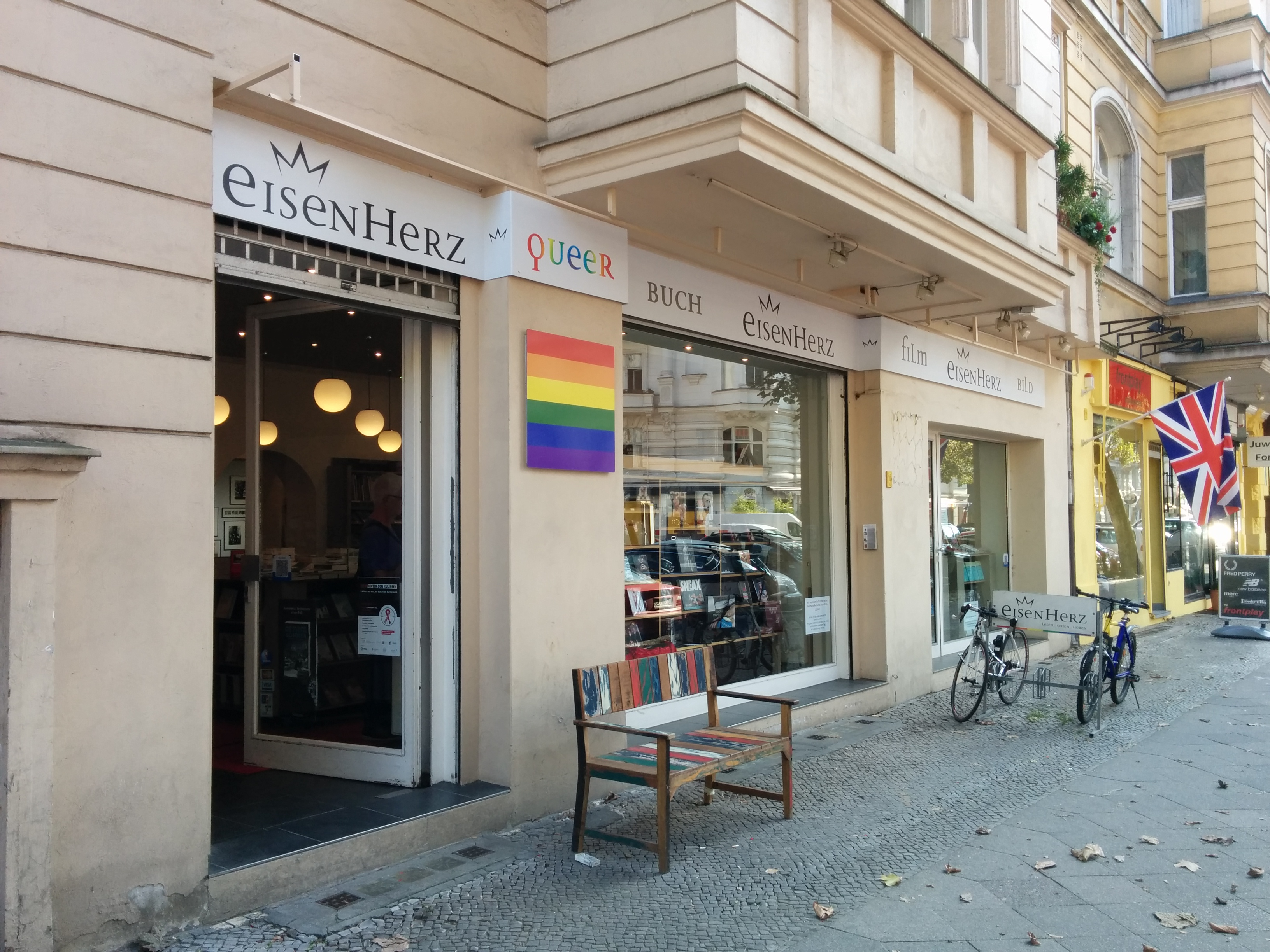
Boekhandel Eisenherz in Berlijn

De eerste homoboekhandel in Duitsland was de in 1978 geopende Buchladen Eisenherz in Berlijn. Aanvankelijk was dit niet alleen een boekwinkel, maar ook een trefpunt voor de homoseksuele intelligentia, waar diverse projecten uit voortkwamen, zoals het tijdschrift Siegessäule, de filmprijs Teddy Award en het homo-adviespunt Mann-O-Meter.
De sinds 1981 in Hamburg gevestigde homoboekhandel Männerschwarm moest begin 2015 sluiten. De zaak gold als een instituut van de homobeweging waarbij het niet ging om erotische of pornografische literatuur, maar om politiek en literair verantwoorde boeken. Ook bood de winkel een podium voor boekpresentaties en lezingen door of over homoseksuele schrijvers in de tijd dat die elders nog niet welkom waren.

### Frankrijk
In Parijs is er de homoboekhandel Les Mots à la Bouche, gevestigd aan de Rue Sainte-Croix de la Bretonnerie in de homowijk Le Marais. Deze zaak opende in 1983 en heeft zo'n 16.000 boektitels op voorraad, maar liet in januari 2020 weten door de sterk stijgende huurprijzen gedwongen te zijn een nieuwe locatie te zoeken. Dit als gevolg van de gentrificatie waardoor ook diverse homobars al moesten plaatsmaken voor een toenemend aantal luxewinkels

### Spanje
In Barcelona bevindt zich sinds 1995, aan de Carrer de Cervantes, een grote lhbt-boekhandel onder de naam Libreria Complices.

## Nederland

### Utrecht (sinds 1975)
In Utrecht werd in 1975 aan de Oudegracht 261 De Heksenkelder geopend als eerste Nederlandse vrouwenboekhandel, oftewel een winkel voor feministische literatuur. Toenmalige geliefden Dorelies Kraakman (1946-2002) en Sylvia Bodnár (1946-2010) besloten op een avond om deze winkel te starten. De twee feministen vonden dat in het bestaande medialandschap te weinig aandacht was voor vrouwen, er was meer behoefte aan informatie over vrouwen en in het bijzonder lesbische vrouwen. De winkel vestigde zich in de kelder van het café De Heksenketel. De winkel verhuisde in 1984 naar de Telingstraat en werd omgedoopt tot Savannah Bay, ontleend aan het gelijknamige toneelstuk van Marguerite Duras. Savannah Bay is een Commanditaire vennootschap; de beherende vennoot is Marischka Verbeek. De andere eigenaar en stille vennoot is Stichting De Luister. De winkel is ontwikkeld tot een algemene boekhandel, met een specialisatie in boeken en films over gender, homoseksualiteit en transgenders. In 2009 werd aan Verbeek de Annie Brouwer-Korfprijs toegekend voor haar werk voor de emancipatie van homoseksuelen. Savannah Bay richt zich daarnaast op studenten en organiseert regelmatig activiteiten in de winkel en elders, en staat vaak met een stand op festivals, congressen of concerten. In 2013 werd de boekwinkel het Pink Point van Utrecht, wat betekent dat ze gezien werden als het lokale informatiepunt voor LGBTQIA-vragen en evenementen.
Op 6 november 2019 werd tijdens het jubileumfestival in TivoliVredenburg het boek Savannah Bay. Geschiedenis van een bijzondere boekwinkel, 1975-2019 gepresenteerd, geschreven door onderzoekers Marijke Huisman van de Universiteit Utrecht  en Suzanne van der Beek van de Tilburg University. Het boek is geschreven met medewerking van vrijwilligers van de winkel, en in het boek wordt het verhaal van de winkel in kaart gebracht. Op de jubileumavond spraken een aantal bekende auteurs, zoals Ali Smith, Arthur Japin, Radna Fabias en Gloria Wekker.

### Amsterdam (sinds 1976)

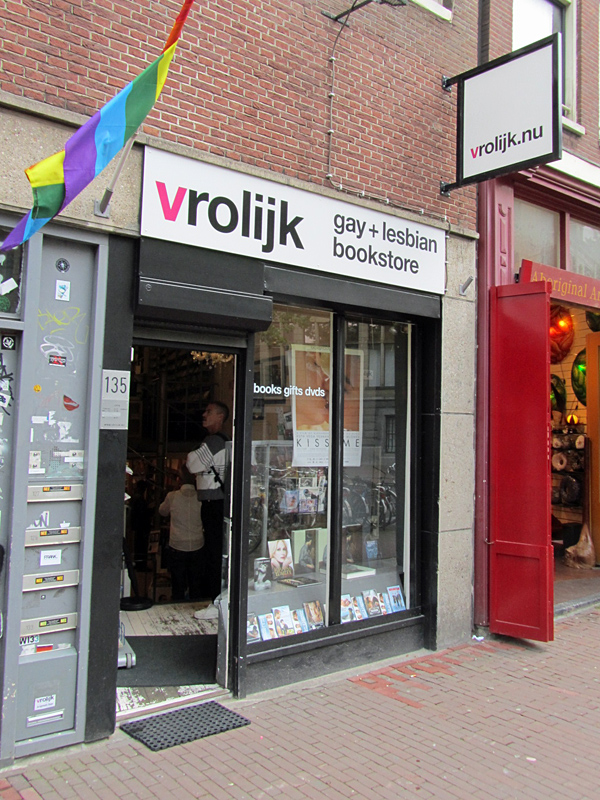
De voormalige lhbt-boekhandel Vrolijk aan de Paleisstraat in Amsterdam

In 1976 opende aan de Westerstraat 193 vrouwenboekhandel Xantippe die later verhuisde naar de Prinsengracht 290. Daar werd de zaak uiteindelijk een algemene, maar nog steeds zelfstandige boekwinkel onder de naam Xantippe Unlimited.
Voor homoliteratuur waren er begin jaren tachtig in Europa en de Verenigde Staten een reeks kleine uitgevers, die de reguliere Nederlandse importeurs echter niet wilden verspreiden. Daarom ging de redactie van het tijdschrift Homologie dergelijke buitenlandse boeken aan haar lezers aanbieden. Dit was dermate succesvol dat hieruit in 1984 de kleine homo/lesbische boekhandel Vrolijk ontstond, gevestigd in de kelder van het pand aan de Voetboogstraat 7 in Amsterdam. De zaak verhuisde in 1989 naar een pand aan de Paleisstraat 135. In april 2013 ging Vrolijk failliet, maar na een ingrijpende verbouwing, waarbij een coffeecorner was aangebracht, kon de zaak in november van dat jaar weer heropend worden. Desondanks kwamen er steeds minder klanten en werd Vrolijk op 21 maart 2017 opnieuw failliet verklaard.
Eveneens in 1984 opende in de Spuistraat in Amsterdam de homoboekhandel Intermale, waarvan de zaken totaan de Gay Games 1998 steeds beter, maar daarna geleidelijk aan bergafwaarts gingen. Door ontwikkelingen als boekenverkoop via internet, minder homo's die Amsterdam bezoeken en jongeren die steeds minder specifieke homoliteratuur lezen, moest de zaak uiteindelijk in januari 2011 gesloten worden.

### Nijmegen (sinds 1977)
In Nijmegen werd in 1977 door zes vrouwen de vrouwenboekhandel De Feeks geopend, waar later ook een documentatiecentrum, een "kafee" en een "Kulturele Klup" bij kwamen. Het café sloot in 1986 en het documentatiecentrum in 2011. Boekhandel De Feeks, gespecialiseerd in homo-, lesbische en vrouwenliteratuur, was in 2007 overgenomen door een mannenpaar en sloot uiteindelijk in december 2018.

### Bibliotheken
In 2012 plaatste de Openbare Bibliotheek Amsterdam, in samenwerking met IHLIA, een internationaal lhbt-archief en -documentatiecentrum, als eerste Nederlandse bibliotheek een "Roze Kast" met lhbt-boeken en -films. Later kregen ook andere bibliotheken "Roze Kasten" of een "Roze Collectie", onder andere in Deventer, Groningen, Friesland (een "Roze Kast" die langs verschillende bibliotheken reist) en Rotterdam.
In 2013 was er kritiek op de Roze Collectie van de Bibliotheek Rotterdam, sommige schrijvers waren het niet eens met de invoering van het regenbooglogo voor lhbt-gerelateerde materialen en de VVD Rotterdam heeft aan het college gevraagd met de invoering van het regenbooglogo te stoppen omdat het volgens hen stigmatiserend zou werken.

## België
Een aantal Vlaamse boekwinkels heeft sinds 2012 een "Roze Plank" met lhbt-gerelateerde boeken.

### Antwerpen
In Antwerpen werd op 4 november 2016 lhbt-boekhandel en -uitgeverij Kartonnen Dozen geopend in een pand aan de Draakstraat 34, vlak om de hoek van Het Roze Huis en holebicafé Den Draak. Kartonnen Dozen, naar de gelijknamige roman van Tom Lanoye, is de opvolger van holebi- en transgenderboekwinkel 't Verschil, die in 1996 geopend werd en tot 1 november 2015 aan de Minderbroedersrui gevestigd was, maar op die locatie niet meer rendabel was. 't Verschil organiseerde literaire lezingen, beschikte over een koffiehoek en ook waren er de Holebib en kunst in de kelder gevestigd.

### Gent
In Gent opende in 2022 lhbt-boekhandel Rokko, op de Steendam. Naast een boekhandel kan je er ook koffie drinken. Andere onderwerpen die er ook aan bod komen zijn onder meer zorg, neurodivergentie of klimaatverandering, maar wel telkens van uit de lens van minder geprivilegieerde mensen.